# Rússia do Sul (séc. IX)
Rússia do Sul, Rus' do Sul (em russo:  Южная Русь) foi uma formação política que supostamente existiu na região do médio Dniepre com centro em Kiev antes da chegada dos cronistas Ascoldo, Dir e Olegue, mas não antes da primeira metade do século IX, o que é confirmado por evidências escritas e é geralmente aceito na ciência. O conceito de localização ao sul do Grão-Canato de Rus é semelhante. A Rússia do Sul surgiu antes do Estado de Rurique no norte e, como resultado de uma fusão com ele sob o príncipe Olegue, formou a Rússia de Kiev. Em comparação com a formação do norte, a Rússia do Sul tinha uma localização comercial e militar-estratégica mais vantajosa.

## História
Já no século VIII, as tribos eslavas dos Severianos, Radimiches e Viatiches caíram na dependência tributária do Grão-Canato Cazar. Em termos territoriais, as crônicas conectam a Rússia do Sul com o território do reinado tribal dos polanos. As fontes históricas e geográficas, principalmente do século XII, dão motivos para supor que, além das terras polanas, a formação política da Rússia do Sul, que existia no século IX, poderia incluir a área das bacias hidrográficas de Pripiate e Dniestre e uma parte da margem esquerda do Dniestre, onde mais tarde surgiram as cidades de Chernigov e Pereiaslave. Sua fronteira oriental é mais complicada. Supõe-se que a Rússia do Sul possuía força suficiente para acumular o potencial econômico e militar das tribos eslavas do Médio Dniepre, para organizar campanhas marítimas para Bizâncio, cuja maior popularidade foi a campanha de 860 em Constantinopla, e para competir com a Cazária.
Sobre a influência do Grão-Canato Cazar, pode-se testemunhar o fato de que o governante da Rússia do Sul adotou o título supremo cazar, Cagano. O conflito entre os rus e os cazares também pode ser relacionado à embaixada do "grão-cã da Rus" ao imperador bizantino Teófilo na segunda metade do ano 830, oferecendo paz e amizade, bem como com a construção de uma fortaleza pelos cazares, organizada nessa altura também com a ajuda de Bizâncio. Além de Sarquel, no baixo Dom, mais de uma dúzia de fortalezas foram erguidas no curso superior do rio Donets e ao longo do rio Tikhaya Sosna, um afluente do Dom, o que é interpretado como evidência das reivindicações da Rússia do Sul de parte da esfera de tributo cazar dos eslavos, pelo menos em relação ao tributo dos Severianos. Acredita-se que a Rússia do Sul tinha amplos vínculos comerciais, seus mercadores no oeste alcançavam o médio Danúbio, no nordeste alcançavam a Bulgária do Volga, no sul estavam presentes nos mercados bizantinos do Mar Negro, de onde, ao longo do Dom, e depois ao longo do Volga, alcançavam o Mar Cáspio e mais adiante Bagdá.
Essa hipótese de Kiev é a mais difundida na ciência histórica e baseia-se na tradição historiográfica que pressupõe a existência de um forte estado russo no Dniepre pelo menos desde meados do século IX.
A assimilação dos varangianos no norte da Europa Oriental deve ter sido mais lenta do que no sul, o que é explicado pelo influxo contínuo de novos grupos de escandinavos envolvidos, como na Rússia do Sul, principalmente no comércio de longa distância. Um grande número de tesouros de moedas de prata árabes no norte da Rússia, registrados a partir da virada dos séculos VIII-IX, indica que o objetivo dos vigilantes do comércio militar dos varangianos na Europa Oriental era o acesso aos mercados da Bulgária do Volga, que eram ricos em moedas de prata árabes de alta qualidade. Supõe-se que a consequência do chamado de Rurique foi a consolidação política do norte da Rússia, graças à qual foi possível unir essa formação com o Rússia do Sul sob a autoridade da dinastia principesca varangiana do norte, os Ruricoviches.

## Historiografia

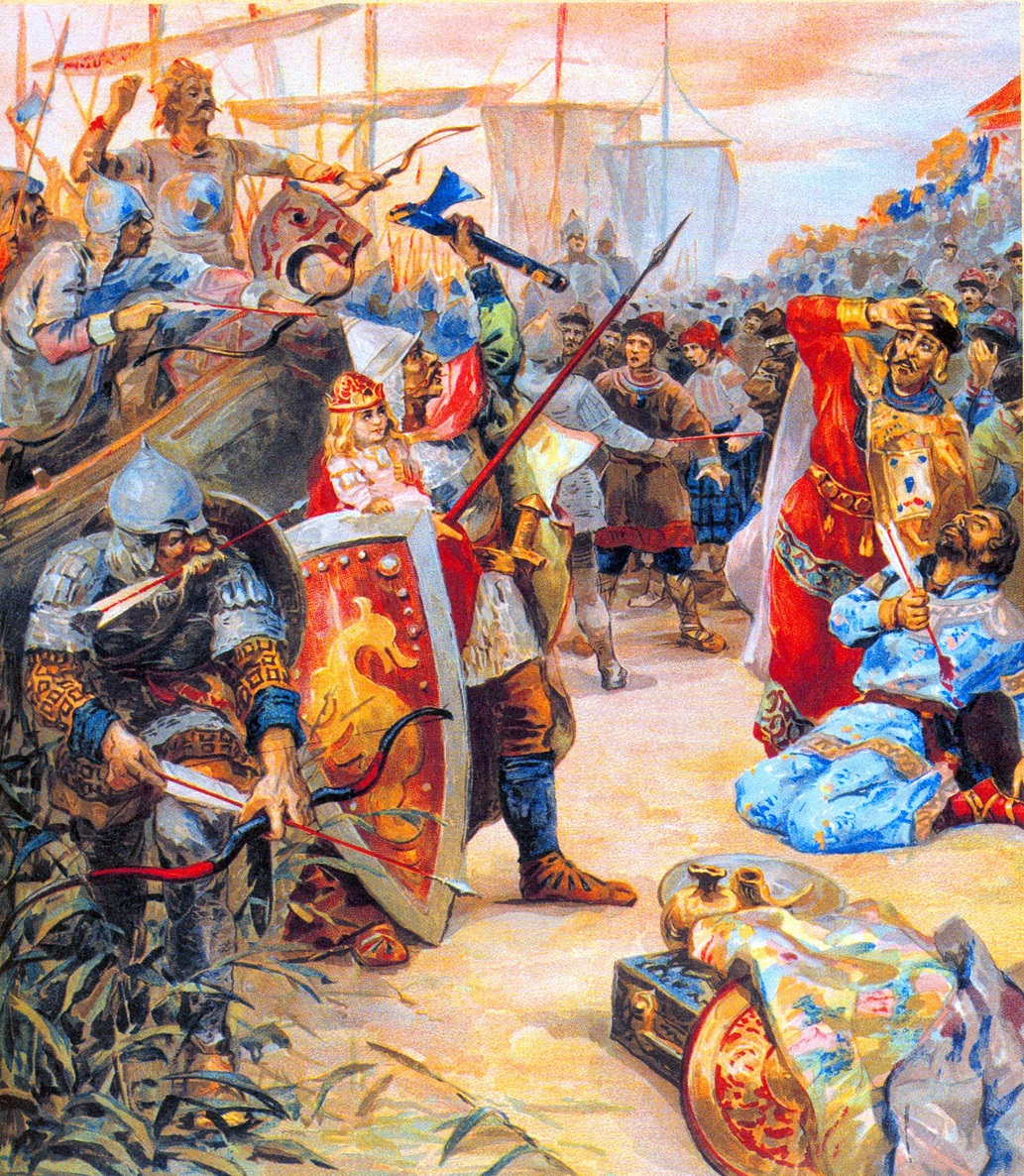
O assassinato de Ascoldo e Dir por Olegue (Klavdi Lebedev)

Ao contrário do "Conto dos Anos Passados", o texto da Primeira Crônica de Novogárdia na parte inicial é muitas vezes incoerente, segundo o qual os varegues Ascoldo e Dir chegaram a Kiev não se sabe de onde antes do chamado de Rurique e "nomeados príncipes", como o cronista de Novogárdia comentou esta construção para explicar o fragmento subsequente em que Olegue e Igor acusam estes dois varegues de usurpação da autoridade dos príncipes. Este texto foi utilizado pelos defensores da ideia da dinastia original dos "Kieviches", descendentes do lendário Kiy, à qual foram atribuídos os varegues Ascoldo e Dir, a partir da obra do cronista polaco do século XV Jan Dlugosz. A versão de Dlugosz foi apoiada por Matej Stryjkowski, que escreveu repetidamente sobre o parentesco de Ascoldo e Dir com Kiy. De acordo com a hipótese de Aleixo Aleksandroviche Shakhmatov, com base numa interpretação linear do texto da Primeira Crónica de Novogárdia, ainda antes do chamado de Rurique por tribos do norte a Kiev vieram "hordas" de varangianos lideradas por Ascoldo e Dir. No entanto, na Primeira Crónica de Novogárdia, a que Shakhmatov se refere como o Arquivo Inicial, Ascoldo e Dir são chamados varangianos e não rus. A hipótese de Shakhmatov tornou-se a base de várias construções segundo as quais a "Rus de Ascoldo" era a do sul, Kiev, antecessora da terra rus do Norte.
Segundo Estevão Aleksandroviche Gedeonov, a Rússia do Sul estava subordinada aos cazares, e o grão-cã rus, conhecido pelos Anais de Bertino e por várias outras fontes, era o vice-rei dos cazares. O ponto de vista moderno sobre o hipotético Grão-Canato da Rússia do Sul como estrutura inicialmente independente e concorrente dos cazares estabeleceu-se na historiografia soviética do pós-guerra, começando com os trabalhos de Vladimir Vasilyeviche Mavrodin, Boris Aleksandroviche Ribakov e Miguel Illarionoviche Artamonov.
Segundo o estudioso britânico Thomas Kendrick, o início do século IX foi marcado pela luta dos varangianos (escandinavos), conhecidos pelos bizantinos como rus' ou Rhos (῾Ρῶς) pelo controle da rota comercial ao longo do Dniepre. De acordo com Kendrick, os cazares, que viviam na parte inferior do Dniepre e na região norte do Mar Negro, impediram as campanhas comerciais dos varegues. As campanhas dos varegues foram coroadas com a expulsão dos cazares da zona da atual Quérson. Depois disso, os varegues fizeram uma incursão na costa sul do mar Negro e saquearam a cidade bizantina de Amástris, na Paflagônia. A biografia do bispo bizantino Jorge de Amastris menciona o ataque dos varegues a Amastris. Não se sabe em que ano ocorreu este ataque (muito provavelmente na década de 830). Kendrick acredita que, se o ataque ocorreu no início do século, não é de excluir que o líder dos varegues possa ser o mesmo lendário Braulino, que liderou o ataque a Suroje na Crimeia.
O arqueólogo Valentin Vasilieviche Sedov situou o Grão-Canato Rus no interflúvio do médio Dom e do Oca superior até ao médio Dniepre.
Sedov, seguindo Miguel Illarionoviche Artamonov, não negando a influência dos normandos no norte, deduziu o etnônimo Rus de raízes iranianas. Reconheceu a versão etimológica de Olegue Nikolaeviche Trubachev como a mais fundamentada. Sedov identificou o Grão-Canato Russo com a cultura arqueológica de Volintsev nas fronteiras noroeste da Cazária e relacionou a sua atividade com a construção pelos cazares de uma série de fortalezas fronteiriças de pedra no reinado do imperador bizantino Teófilo. Segundo Sedov, a população predominantemente eslava da cultura Volintsev era conhecida pelos povos vizinhos sob os nomes de "Polanos" (em russo:  поляне), "Roses/Russes" (em russo:  росы/русы) ("...Polanos, ainda hoje chamados de Rus" (em russo:  поляне, яже ныне зовомая русь) - "O Conto dos Anos Passados"), e o centro administrativo da nova formação situava-se no local da moderna Kiev. O autor do conceito relaciona o fim do Grão-Canato Rus com a tomada de Kiev, primeiro por Ascoldo e Dir, e depois por Olegue, e a unificação com as terras do norte dos eslavos orientais.
As representações sobre a Rússia do Sul no século IX estão relacionadas com a hipótese da origem meridional da Rus', segundo a qual no início do século IX, na região do médio Dniepre (na área de Kiev) ou na região de Azov-Mar Negro, havia uma ou várias formações com o nome Rus e que se tornaram mais tarde o núcleo de formação da Rus de Kiev.
Afirma-se que a origem da Rus' polana é em Kiev. Esta hipótese inclui o antinormanismo, não tem confirmações fiáveis em fontes históricas e baseia-se numa série de suposições consecutivas.